# Medusa (album Clan of Xymox)
Medusa – drugi album zespołu Clan of Xymox, wydany w 1986 r. Jest uznawany za największe dzieło w historii zespołu i stanowi klasykę gatunku dark wave.

## Lista utworów
1. Theme I - 2:54
2. Medusa - 5:53
3. Michelle - 2:59
4. Theme II - 1:43
5. Louise - 5:17
6. Lorretine - 3:33
7. Agonised By Love - 5:18
8. Masquerade - 3:54
9. After the Call - 5:55
10. Back Door - 4:52